# Fagkyndig tillidsmand
En fagkyndig tillidsmand var tidligere en betegnelse i konkursloven. Beskikkelsen var 2 årig og blev foretaget af Domstolsstyrelsen.
Ved en fejl er betegnelsen Fagkyndig Tillidsmand blevet sidestillet med vurderingsmand og med ret til at vurdere værdien af varelager, maskiner og andre aktiver i et konkursbo. Dette er dog ikke korrekt idet en Fagkyndig tillidsmand udelukkende var beskikket til at medvirke i tvangsakkorder. Titlen Vurderingsmand er derimod ikke en beskyttet titel og alle kan i teorien foretage vurderinger, men vurderinger af vurderingsmænd med branche kendskab vil ikke blive anfægtet og omstødt i lige så stor grad som ikke branchekyndige. 

## Eksterne links
Beskillede fagkyndige (Webside ikke længere tilgængelig)
| Jura | Spire Denne juraartikel er en spire som bør udbygges. Du er velkommen til at hjælpe Wikipedia ved at udvide den. |